# Leptoiulus sarasini
Leptoiulus sarasini är en mångfotingart som beskrevs av H. Bigler 1929. Leptoiulus sarasini ingår i släktet Leptoiulus och familjen kejsardubbelfotingar. Inga underarter finns listade i Catalogue of Life.